# BoA LIVE TOUR 2010 IDENTITY
『BoA LIVE TOUR 2010 IDENTITY』(ボア・ライブ・ツアー 2010 アイデンティティー)は韓国の歌手BoAのライブ・ビデオ。

## 解説
本作はアルバム『IDENTITY』を引っ提げた形でのツアーとなっており、本ライブやアルバムを通してBoAは「今回のアルバムやライブでもこれまで以上に制作に関わり、作詞に参加したりとかなり深く関わりつつ完成させました。ファンの皆さんには私自身のこれからの新たな挑戦を見守り、応援して貰えると嬉しいです。」と語っている。
また、本ライブの様子が5月11日にWOWOWにて放送がなされた。

## 収録曲
1. This Is Who I Am
2. EASY
3. Energetic
4. make a secret
5. IZM
6. LAZER
7. is this love
8. DO THE MOTION
9. まもりたい 〜White Wishes〜
10. ネコラブ
11. Smile again ～ Every Heart -ミンナノキモチ- ～ JEWEL SONG
12. THE END そして and...
13. Possibility duet with 三浦大知
14. 永遠
15. Fallin'
16. Joyful Smile
17. LOSE YOUR MIND
18. BUMP BUMP!
19. Eat You Up
20. Before you said goodbye to me
21. my all

【Bonus Contents】
1. EASY(DANCE EDITT)
2. Energetic(DANCE EDITT)